# Eucalyptus angustissima
Eucalyptus angustissima är en myrtenväxtart som beskrevs av Ferdinand von Mueller. Eucalyptus angustissima ingår i släktet Eucalyptus och familjen myrtenväxter. Inga underarter finns listade i Catalogue of Life.

## Bildgalleri

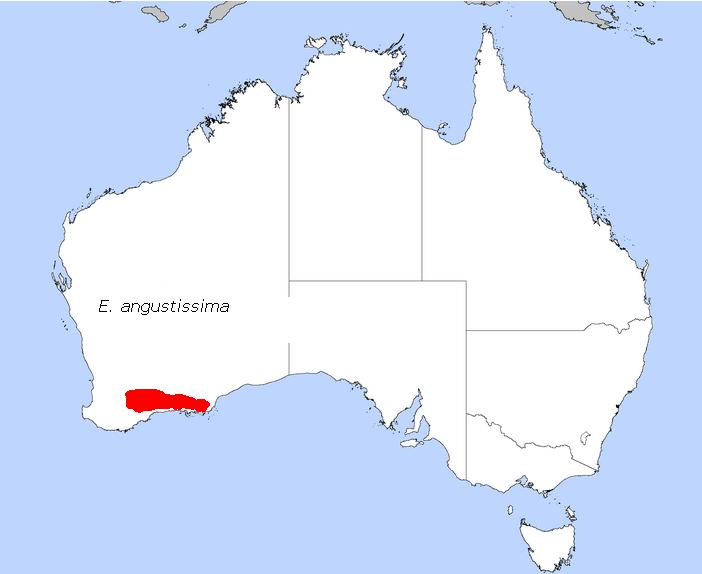
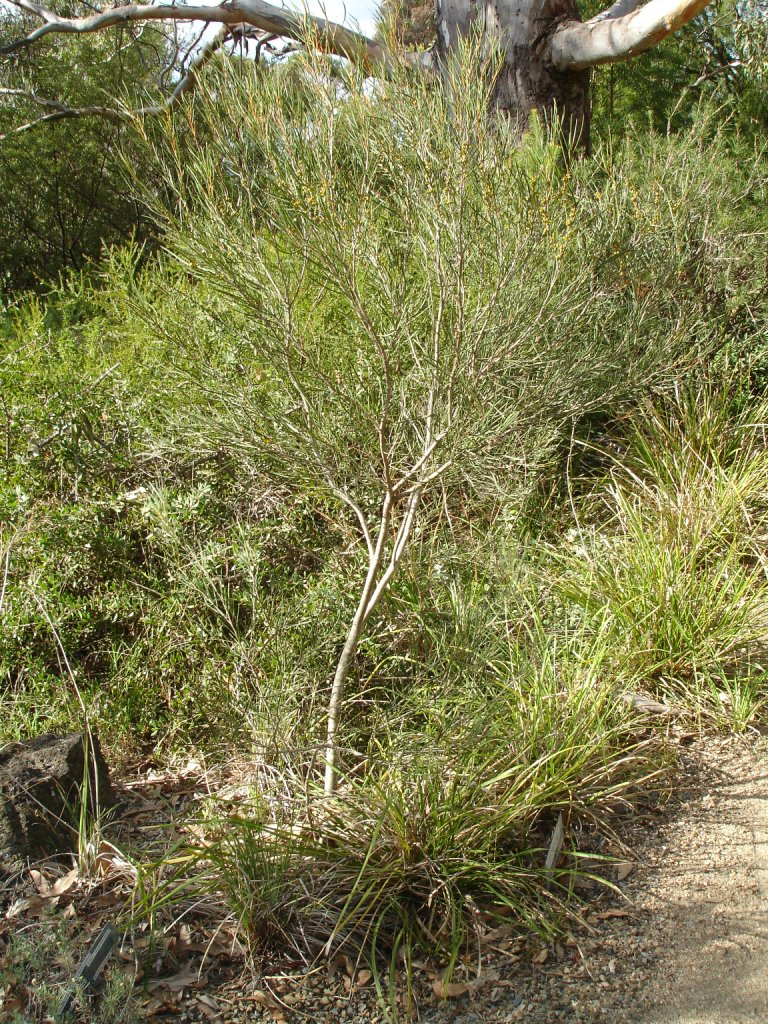